# Midi (huyện)
Huyện Midi là một huyện thuộc tỉnh Hajjah, Yemen. Đến thời điểm năm 2003, huyện này có dân số 16604 người